# Elli Schmidt

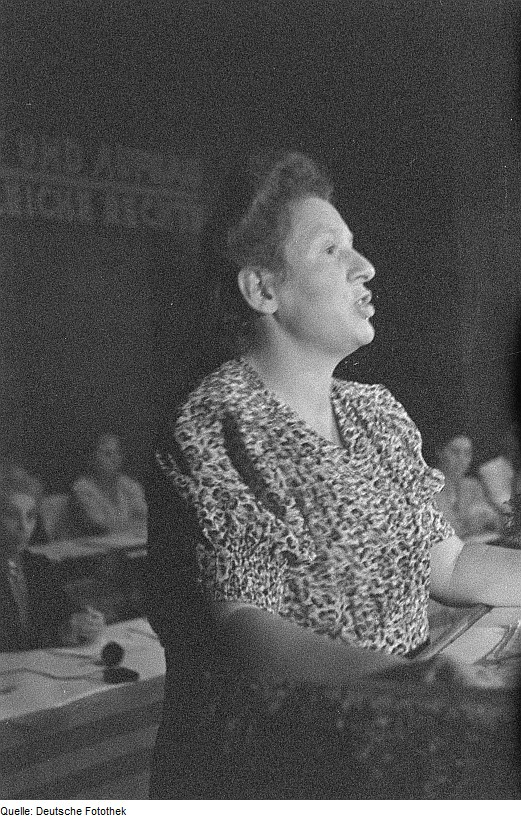
Elli Paula Schmidt

Elli Paula Schmidt (* 9. August 1908 in Schöneberg; † 30. Juli 1980 in Ost-Berlin) war Kandidatin des Politbüros des ZK der SED und Vorsitzende des Demokratischen Frauenbunds Deutschlands in der DDR.

## Leben
Schmidt wurde als Tochter des Schutzmanns Otto Schmidt und dessen Ehefrau Johanna geb. Braungardt in der elterlichen Wohnung in der Belziger Straße 58 (heute Nr. 31) in der Stadt Schöneberg, heute Ortsteil von Berlin, geboren. Nach dem Besuch der Volksschule lernte sie 1922 bis 1926 den Beruf der Schneiderin und arbeitete bis 1932 in dieser Tätigkeit. Sie trat 1926 dem Arbeiter-Turn- und Sportverein Fichte Berlin und 1927 dem Kommunistischen Jugendverband Deutschlands sowie der Kommunistischen Partei Deutschlands (KPD) bei und war Mitglied der erweiterten Leitung der KPD-Bezirksleitung von Berlin-Brandenburg. 1932 bis 1934 besuchte sie die Internationale Lenin-Schule der Kommunistischen Internationale in Moskau. Bis 1937 arbeitete sie illegal für die KPD in Deutschland, unter anderem als Gewerkschaftsinstrukteurin für den Bezirk Niederrhein. Von 1935 bis 1945 war sie als einzige Frau Mitglied des Zentralkomitees (ZK) der KPD. 1937 bis 1940 war sie Mitarbeiterin der KPD-Leitungen in Prag und Paris; danach lebte sie in der Sowjetunion, wo sie unter dem Pseudonym Irene Gärtner unter anderem als Mitarbeiterin der Frauensendungen des Deutschen Volkssenders sowie im Nationalkomitee Freies Deutschland tätig war.
Nach ihrer Rückkehr nach Deutschland 1945 war Schmidt Mitglied des ZK der KPD und Mitunterzeichnerin des KPD-Aufrufs vom Juni 1945. Sie leitete als Vorsitzende den Frauenausschuss des Magistrats von Groß-Berlin. 1945/1946 war sie Mitglied der KPD-Landesleitung von Groß-Berlin. Mit der Zwangsvereinigung von SPD und KPD wurde sie Mitglied der Sozialistischen Einheitspartei Deutschlands (SED). Sie war von 1946 bis 1953 Mitglied des Parteivorstandes und Zentralkomitees und des Zentralsekretariats der SED sowie bis 1948 Stadtverordnete von Berlin. Von April 1946 bis Mai 1949 leitete sie gemeinsam mit Katharina Kern das SED-Frauensekretariat.
Sie wurde 1947 Mitglied im Vorstand Demokratischen Frauenbunds Deutschlands (DFD), 1948 erste Vorsitzende des Demokratischen Frauenbunds Berlin und 1949 Erste Vorsitzende des DFD, Mitglied der Exekutive bzw. des Rats der Internationalen Demokratischen Frauenföderation sowie 1950 bis 1954 Abgeordnete der Volkskammer. 1950 wurde sie Kandidatin des Politbüros des ZK der SED.

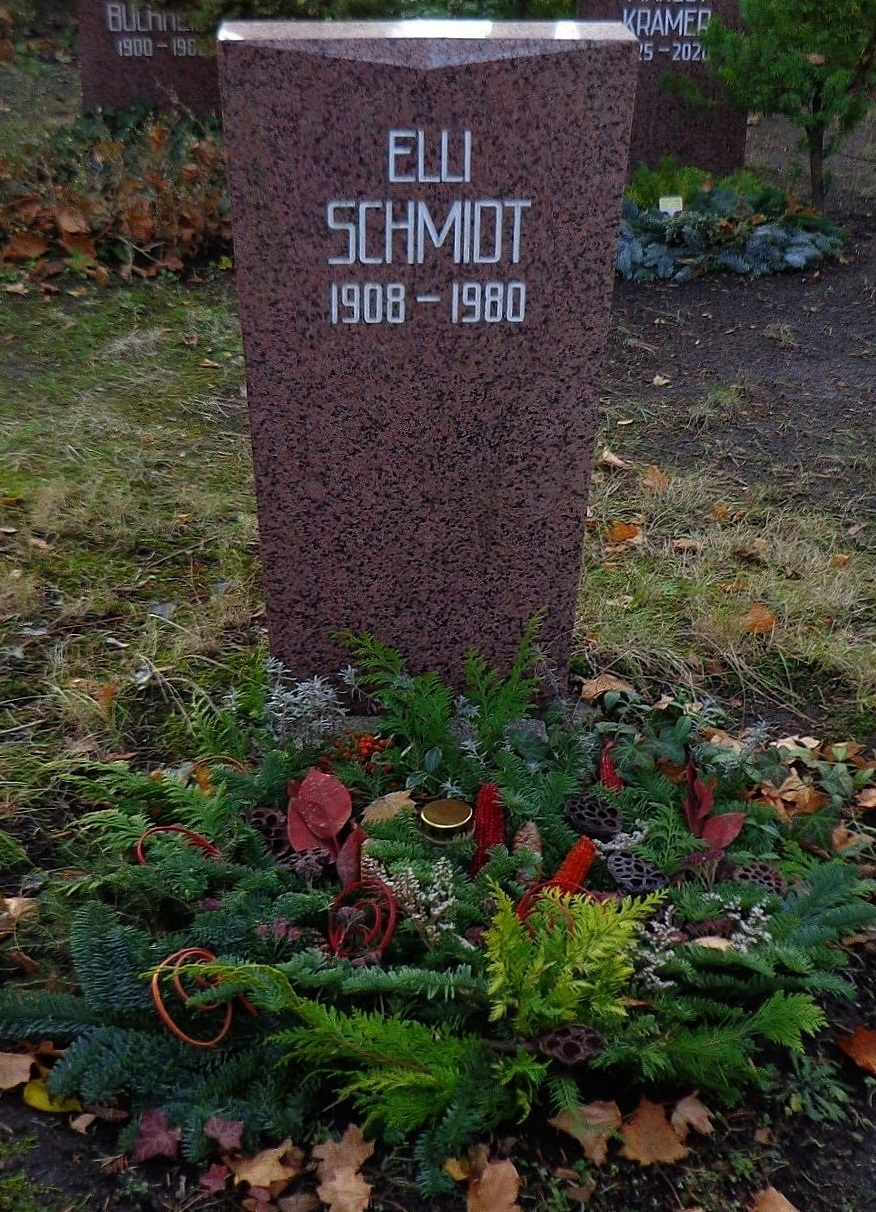
Grabstätte

1953 wurde sie wegen ihrer scharfen Kritik an Walter Ulbricht und Unterstützung von Wilhelm Zaisser und Rudolf Herrnstadt ihrer leitenden Funktionen in der SED und im DFD enthoben und 1954 nach einer Parteirüge aus dem ZK der SED ausgeschlossen. Am 29. Juli 1956 wurde Schmidt vom ZK der SED rehabilitiert. Sie arbeitete bis 1967 als Direktorin des Instituts für Bekleidungskultur.
Sie erhielt 1965 den Vaterländischen Verdienstorden, 1968 die Ehrenspange zum Vaterländischen Verdienstorden in Gold und 1978 den Karl-Marx-Orden.
Elli Schmidt lebte bis 1949 mit Anton Ackermann zusammen und hatte mit ihm zwei Kinder.
Ihre Urne wurde in der Grabanlage Pergolenweg des Berliner Zentralfriedhofs Friedrichsfelde beigesetzt.

## Publikationen
- Sieben Frauen sahen das neue Ungarn. Bericht der Delegation des Demokratischen Frauenbundes von der Reise nach Ungarn im September 1948. Deutscher Frauen-Verlag, Berlin 1948, DNB 575456973.
- Frauen in sieben Ländern. Deutscher Frauen-Verlag, Berlin 1949, DNB 575456965 (Digitalisat bei der Deutschen Nationalbibliothek).
- 40 Jahre Internationaler Frauentag. Deutscher Frauen-Verlag, Ost-Berlin 1950, DNB 840653468.
- Gute Mütter unserer Kinder. 5 Jahre Demokratischer Frauenbund Deutschlands. Deutscher Frauen-Verlag, Ost-Berlin 1952, DNB 454390254.
- Den Tag des Sieges erlebte ich in Moskau. In: Im Zeichen des roten Sterns. Erinnerungen an die Traditionen der deutsch-sowjetischen Freundschaft. Dietz Verlag, Ost-Berlin 1974, DNB 750011262, S. 205–220.
- Wir schufen die einheitliche demokratische Frauenorganisation. In: Die ersten Jahre. Erinnerungen an den Beginn der revolutionären Umgestaltungen. Dietz Verlag, Ost-Berlin 1979, DNB 800448057, S. 284–292.